# タクトオブマジック
『タクトオブマジック』は、2009年5月21日に任天堂から発売されたWii専用ゲームソフト。開発はタイトー。ジャンルは魔法アクションストラテジー。

## 概要
2006年にタイトーから発売されたニンテンドーDS用ソフト、『ロストマジック』の実質的な続編である。ストーリーや世界観に前作との関連性は無いが、魔法使いとなって魔法を使いながら、仲間を指揮して戦うという基本的な設定やゲームシステムは踏襲している。また、一部のモンスターが前作から引き続き登場する。
ハードが携帯機から据え置き機のWiiになったことでグラフィックが3Dになり、演出なども強化された。さらに、インタフェースがDSのタッチスクリーンからWiiのリモコン+ヌンチャクに変わったことに伴い、操作方法やシステムの最適化が行われている。
キャラクターイラストは前作と同じく佐藤好春。元ZUNTATAの古川典裕が音楽を担当している

## ストーリー

### プロローグ
四方を海に囲まれた国、「エンタール」。
この国には、遥か昔から魔法の力「マナ」が満ちていた。
かつて光の神は、魔法を使う術として
地上の人々に「杖（タクト）」と「魔手（ガントレット）」を授け、
「神の言葉（ルーン）」を伝えたと言われている。
神の力―魔法を得た人々は「魔法使い（キャスター）」と呼ばれ、
この地に「エンタール王国」を建国。
光の神の加護を受けたエンタール王国は、
1000年もの永きに渡り、平和で豊かな時代を築いた。
しかし、時は流れ、人はいつしか
ルーンを争いの道具として使うようになっていた
王国ではキャスターによる内乱が発生し、時の国王が死亡。
代わって「神聖エンタール帝国」を唱える皇帝が台頭した。
皇帝の正体は謎に包まれており、ただひとつ明らかなのは、
圧倒的な闇の力で支配しようとしていること。
闇の脅威が、かつての光の王国を飲み込もうとしていた。

### ストーリー
神聖エンタール帝国が建国されて5年。
まだ、国の隅々まで帝国の支配は及んでいなかった。
エンタールの片田舎に住む少年・オーヴィルは、この日が17歳の誕生日。
友人たちが開いてくれる誕生会に出席するため、
オーヴィルと、オーヴィルの幼馴染みのシャーロットは、友人たちが住むベータ村に向かっていた。
しかし、村に着いた2人は、
思いもよらない光景を目にすることとなる…。

## システム
戦術系リアルタイムストラテジーとアクションRPGの二つの要素を兼ね備えた、独特なゲームシステムとなっている。プレイヤーは主人公のキャスター（魔法使い）、オーヴィルとなり、魔法を駆使して仲間とともにエンタール帝国軍や他のキャスター達と戦っていく。ステージクリア方式で、敵の全滅やマップ上の拠点の占領など、ステージごとに異なる条件下で目的を達成することによりステージクリアとなり、ストーリーが進行していく。
魔法はWiiリモコンを用いて、画面にルーンと呼ばれる特定の記号を描くことで選択、発動することができる。ゲームスタート時にはルーンは1つしか使えないが、物語を進めていくと新しいルーンを習得し、使える魔法が増えていく。後述のダブルーンを活用することで使える魔法は大幅に増えていき、最終的には100種類を超える魔法を扱えるようになる。
プレイヤーは戦闘前に3つの味方ユニット（部隊）を選び、戦闘時には指揮官であるキャスターを含めた最大4つのユニットに、移動や攻撃などの指示を出して戦っていくことになる。味方ユニットは魔法を使うことはできないが、敵のユニットからキャスターを守って直接戦闘を行ったり、マップ上の施設を制圧したりすることができる。選択できるユニットにはガーディアンとモンスターの2種類が存在し、それぞれ長所と短所がある。
戦闘はリアルタイムで進行するため、常にキャスターや味方ユニットの状態を把握し、状況に合わせて行動指示を出したり、魔法で攻撃や援護を行うなど、素早く正確な判断とプレイングが重要になる。キャスターのHPや設定された制限時間が無くなったり、ステージごとの敗北条件を満たすと敗北となる。

## 戦闘システム

### 魔法
魔法の発動には、魔法陣を開く（ヌンチャクを上げるorZボタンを押し続ける）→Aボタンを押しながらリモコンでルーンを描く→魔法陣を閉じて魔法を決定する（ヌンチャクを下げるorZボタンを離す）→効果範囲を指定してAボタンを押して発動という手順を踏む。うまくルーンが描けないと、魔法が選択できず発動することができない。逆に正確にルーンを書けた場合はクリティカルが発動し、習得済みのマナスキルに応じて威力や効果範囲などが上がる。
魔法の種類は、攻撃や体力回復といったものだけにとどまらず、防御壁の設置、地形の変化、罠の設置、味方の強化や敵への状態異常付加など多岐に渡り、これらをいかに活用するかが大きなポイントになる。ただし、強力な魔法を使うためには、マップ上にあるマナゲートという施設を、味方モンスターを使って占領する必要がある。

#### シングルーン
ルーンには風・土・火・水の4つの属性の基本ルーンと、それらの発展型である上級ルーンの計8つが存在し、それぞれ描くことで8種類の魔法を発動することができる。
上位ルーンの使用には、マナゲートを1つ以上占領している必要がある。

#### ダブルーン
二つのルーンを組み合わる（続けて描く）ことで、より強力な魔法を発動することができる。ストーリーをある程度進めると使用できるようになる。ダブルーンを活用することで、8つのルーンから70種類以上の魔法を発動できるようになる。
1回目のルーンは魔法の特性を表し、2回目のルーンは魔法の属性を表す。
基本ルーンのみを用いたダブルーンの使用には、マナゲートを1つ以上占領する必要がある。片方が上級ルーンのものにはマナゲート2つの占領が、上級ルーン2つを用いたダブルーンにはマナゲート3つの占領が必要となる。

#### トリプルーン
3つのルーンを描くことで発動できる魔法。通常のルーンと、トリプルーン専用のルーンを組み合わせて発動する。
トリプルーンの魔法は非常に強力なものばかりだが、使用にはマナゲートを1つ以上占領している必要があり、さらに使用後に占領しているマナゲートを一つ失ってしまう。

## キャラクター

### キャスター
オーヴィル(Orville)
エンタール王国の第二王子。17歳。非常に卓越した魔法の才能の持ち主。その才能は、初代エンタール国王にも匹敵するほど。
5年前政変が起き、兄のウィルバーに命を狙われ、暁の大聖である魔法使い、ハンナに救われる。
その時に母を亡くし、そのショックにより記憶を失った。
17歳の誕生日に、ハンナから杖(タクト)と魔手(ガントレット)を贈られ、ハンナの娘で幼馴染のシャーロットとともに、友人たちが拓いてくれる誕生日会に出席するため、ベーダ村へ向かう。
だが帝国軍が村を焼き払っているのを目撃し、その怒りにより魔法が開花する。
ロバート(Robert)
風の賢者であり、オーヴィルの師。35歳。気さくな性格で、オーヴィルからは「先生」と呼んで慕われている。
ローラ(Lola)
火の賢者。29歳。戦いを好む性格で、非常に好戦的な女性。
テオドール(Theodore)
土の賢者。頑固で融通が利かない。固い信念を持っており、一度決めたことを曲げることはない。
ハータ(Herta)
水の賢者。14歳。9歳で賢者となった天才的なキャスター。大人しく、無表情であるため「氷の女」の異名を持つ。
黒の魔手
仮面で顔を隠した謎の帝国軍キャスター。非常に強力な魔法を操り、オーヴィルたちの行く手を阻む。
イゴール
エンタール帝国の宰相。皇帝に成り代わり帝国軍を指揮している。

### ガーディアン

#### ヒト族
シャーロット(Charlotte)
暁の大聖、ハンナの一人娘。オーヴィルの幼馴染で、勝ち気で男勝りなところもある元気な少女。
オーヴィルの一番の理解者で、ハンナからいつかオーヴィルがキャスターになることを知らされていた。
のちに母を亡くし、ハンナから暁の大聖としての力を受け継いだ。
ソーティー(Sortie)
剣士。かつては国王のそばに仕えていた。風の賢者、ロバートのガーディアン。
現在はエルフ族のウィルコとともに、解放軍のサブリーダーを務める。のちにオーヴィルのガーディアンになった。
コミント
ローラのガーディアンで、解放軍の一員。明るい性格の少女。

#### エルフ族
サミュエル(Samuel)
エルフ族の族長。弓の名手。
光の王国の再建を望み、オーヴィルの旅に同行する。
ウィルコ(Wilco)
ロバートのガーディアンであり、ソーティーと共に解放軍のサブリーダーを務める。
ウルフ族の言葉を信じ、命を救ったが裏切られ、妻と子供を殺された過去を持つ。そのためウルフ族をひどく憎んでいる。
エルロン(Aileron)
ローラのガーディアンで、解放軍の一員。もの静かで思慮深い性格。

#### ウルフ族
グレン(Glen)
ウルフ族の英雄。
闇の神を信仰し帝国側に与しているが、卑怯な手を好まない正々堂々とした武人。
ネヴィル(Neville)
帝国軍のガーディアン。
ずる賢い性格で、強いものには媚び、弱いものには容赦しない。仲間のウルフ族からも嫌われている。
コルセア
グレンに仕えるウルフ族。
グレンから最も信頼され、主同様実直な性格。

#### モンスター
ハッチエッグ
最初に出てくる雑魚モンスター。
ハコイヌ
ラクガキ王国のキャラクター。中盤で仲間にすることができる。